# Polyphaenis viridata
Polyphaenis viridata är en fjärilsart som beskrevs av Emile Enrico Ragusa 1904. Polyphaenis viridata ingår i släktet Polyphaenis och familjen nattflyn. Inga underarter finns listade i Catalogue of Life.